# Have a Nice Day (album av Roxette)
Have a Nice Day utkom 22 februari 1999 och är ett musikalbum av den svenska popduon Roxette.  

## Bakgrund
Albumet producerades av Clarence Öfwerman och Michael Ilbert, med Per Gessle och Marie Fredriksson som medproducenter. Inspelningen av albumet i Marbella och Stockholm blev konfliktfylld då Fredriksson och Ilbert hade samarbetssvårigheter.
Wish I Could Fly, Anyone, Stars och Salvation från detta album släpptes som singlar. Roxette valde att inte turnera på albumet, och började istället med arbetet på nästa studioalbum.

## Låtlista
1. Crush On You (Per Gessle)
2. Wish I Could Fly (Gessle)
3. You Can't Put Your Arms Around What's Already Gone (Gessle)
4. Waiting For The Rain (Marie Fredriksson)
5. Anyone (Gessle)
6. It Will Take A Long Long Time (Gessle)
7. 7Twenty7 (Gessle)
8. I Was So Lucky (Gessle)
9. Stars (Gessle)
10. Salvation (Gessle)
11. Pay The Price (Gessle)
12. Cooper (Gessle)
13. Staring At The Ground (Gessle)
14. Beautiful Things (Fredriksson/Gessle)

### Bonusspår
Dessa spår var med på nyutgåvan.

- Quisiera volar (Spanish version of "Wish I Could Fly")
- Alguien (Spanish version of "Anyone")
- Lo siento (Spanish version of "Salvation")

## Singlar
- Wish I Could Fly [Februari 1999]
  1. Wish I Could Fly
  2. Happy Together
  3. Wish I Could Fly (Tee's In House Mix)

- Anyone [Maj 1999]
  1. Anyone
  2. Anyone (T&A Demo, 29 juli 1998)
  3. Cooper (Closer To God)
  4. You Don't Understand Me (Abbey Road Version, 15 november 1995)
  5. Wish I Could Fly (Enhanced Video)

- Stars [Juli 1999]
  1. Stars (Almighty Single Version)
  2. Better Off On Her Own
  3. I Was So Lucky (T&A Demo)
  4. 7Twenty7 (T&A Demo)
  5. Stars
  6. Anyone (Enhanced Video)

- Salvation [November 1999]
  1. Salvation (Single Version)
  2. See Me
  3. Crazy About You (Crash! Boom! Bang! Version)
  4. Stars (Enhanced Video)

## Medverkande
- Marie Fredriksson: sång, piano
- Per Gessle: sång, akustisk gitarr, munspel (på låt 13), gitarr solo (på låt 11)
- Clarence Öfwerman: programmering, synthesizers, piano, clavinet, mellotron, hammondorgel, klockspel
- Christoffer Lundqvist: bas, cittra
- Christer Jansson: trummor, slagverk
- Jonas Isacsson: gitarr
- Staffan Astner: gitarr (på låt 3 och 4)
- Mats Persson: gitarr (på låt 6, 7, 11 och 13), synthesizer (på låt 3)
- Micke Andersson: akustisk gitarr (på låt 2, 8 och 9)
- Charlie Storm: programmering (på låt 7)
- Jörn Christensen: gitarr (på låt 7)
- Petter Lindgård: trumpet (på låt 4)
- Jens Lindgård: trombon (på låt 4)
- Sven Andersson: saxofon (på låt 4)
- Anders Evaldsson: trombon (på låt 5)
- Hasse Dyvik: trumpet (på låt 5)
- Magnus Blom: saxofon (på låt 5)
- Jonas Knutsson: saxofon (på låt 8) [6]

### Fotnoter
1. ↑  ”Roxette”. Arkiverad från originalet den 24 augusti 2011. https://web.archive.org/web/20110824031633/http://www.roxette.se/discography.php. Läst 10 juni 2011.
2. ↑  ”marie-fredriksson-och-helena-von-zweigbergk-karleken-till-livet/”. https://www.dn.se/kultur-noje/bokrecensioner/marie-fredriksson-och-helena-von-zweigbergk-karleken-till-livet/. Läst 19 november 2024.
3. ↑  Lindström, Sven (2024-11-19). Att vara Per Gessle. sid. 210-211
4. ↑  ”marie-ingen-brydde-sig-om-vad-jag-tyckte/”. https://www.expressen.se/noje/marie-ingen-brydde-sig-om-vad-jag-tyckte/. Läst 19 november 2024.
5. ↑  ”roxette/discography/”. https://roxette.se/discography/. Läst 14 november 2024.
6. ↑  Information från CD texthäfte. 1999.